# General Villegas
General Villegas es una localidad argentina, ciudad cabecera del partido homónimo, en el extremo noroeste de la provincia de Buenos Aires. Se encuentra ubicada a 521 km de la ciudad de La Plata, la capital provincial. 

## Ecología

### Suelos
La característica geográfica del partido es de una topografía suavemente ondulada. Se extiende sobre un territorio con ondulaciones NE a SO, de conformación arenosa, permeable y fértil, exceptuando ciertas zonas en las que existen lagunas. Como consecuencia del hemiciclo húmedo (1870-1920; 1970-2020), se encuentran anegadas 100 000 ha aproximadamente. Suelos de pradera sobre material loéssico de edad cordobesa, constituyendo suelos productivos del oeste bonaerense. El perfil típico de los suelos del partido es limoarenoso. La buena aptitud de las tierras incidió en su conformación agropecuaria, prácticamente invariable desde sus orígenes. 

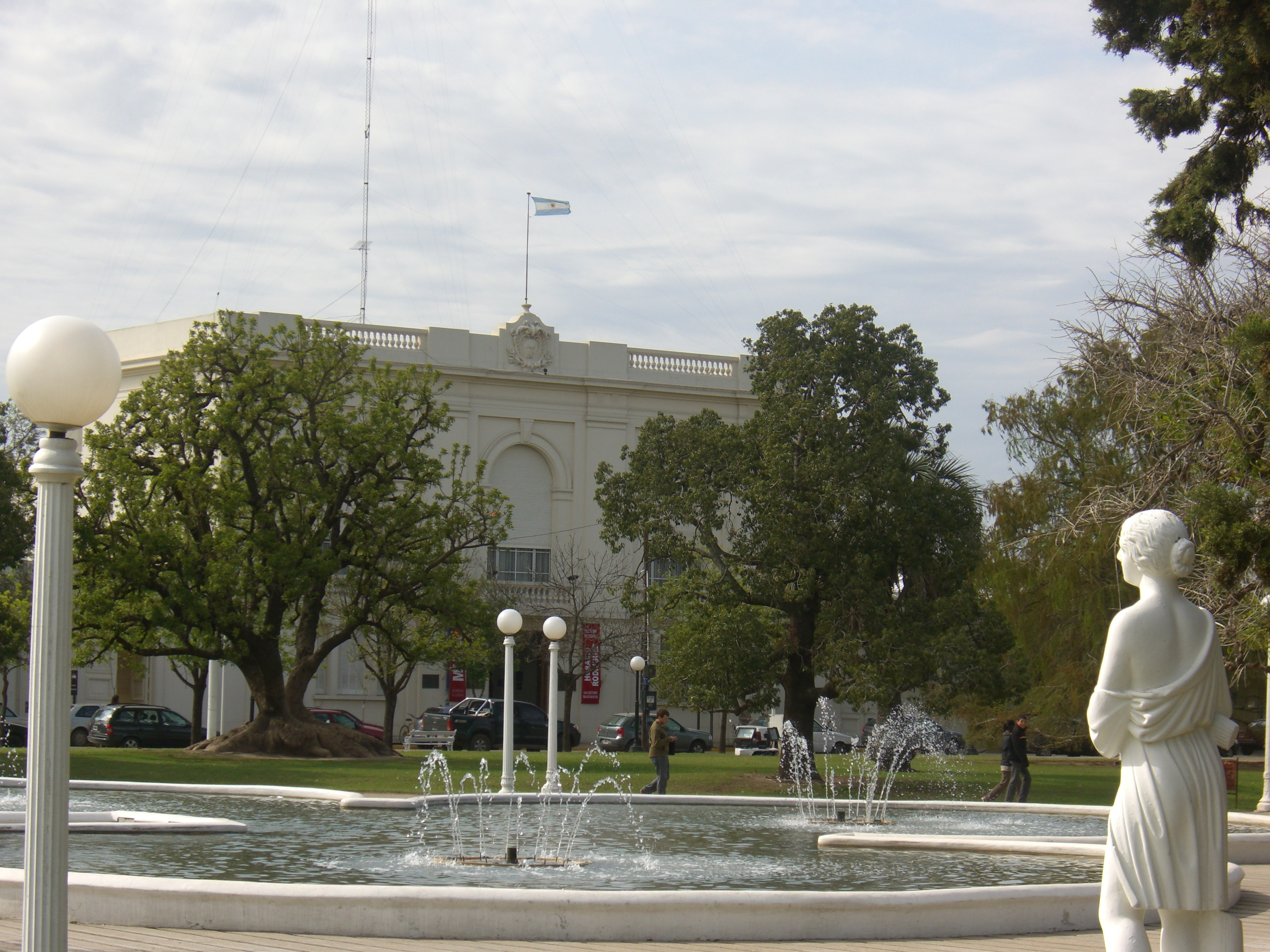
Plaza principal y edificio de la Municipalidad.

### Flora
La vegetación original de la zona estuvo constituida por gramíneas de aceptable valor forrajero, sufriendo transformaciones a lo largo del tiempo por el movimiento de laboreo, sobrepastoreos y la aparición de especies exóticas, malezas que han encontrado condiciones favorables para su existencia, desplazando a las especies nativas. Estas especies exóticas producen frecuentemente en campo cultivados elevadas pérdidas de productividad. Predominan en la zona las especies herbáceas naturales o naturalizadas como estipas, cebadillas, trébol blanco, etc. y las forestales como eucaliptos, acacios, paraíso, coníferas y olmos. En cultivo: trigo, cebada, avena, maíz, soja, girasol, moha. Plagas perennes: el sorgo de Alepo, gramón ( ) y cebollín (Cyperus sp.), y como plagas anuales los cardos, quinuas, yuyo colorado, mostacilla, etc, produciendo mermas en los rendimientos, dificultades de laboreo y cosecha y aumento de costos en la instalación de cultivos. Se las combate por medios mecánicos, mecánico-químico y químico.

### Fauna
La fauna está constituida por especies exóticas y nativas. Predominan liebres europeas, peludos, piches, comadrejas, zorrinos, patos, lechuzas, perdices, martinetas, chimangos, palomas, zorros, mulitas, gaviotas, cuervos, teros, roedores y culebras.

### Inundaciones
Es uno de los partidos más extensos de la provincia, que no cuenta con cursos naturales de importancia y su topografía, llana en su parte superior con pendiente O a E, va de 137 m s. n. m. (en el meridiano) a 110 m s. n. m. en el límite con el partido de General Pinto. En su parte inferior, relativamente ondulada, la pendiente tiene una orientación NO a SE, entre 130 en Gondra y 110 m en el límite con el partido de Carlos Tejedor. 
En 1998 y 1999, las lluvias de 900 mm anuales, provocaron la inundación de más de 250 000 ha. Entre 1990 a 1997 el promedio de lluvias había llegado a 1200 mm anuales, superando en 350 mm la media de los últimos años. 
Recordemos que el hemiciclo húmedo, registrado por el investigador Florentino Ameghino, fue letra muerta, desconociéndose que entre 1870 y 1920, la región soportó un régimen hídrico parecido al de 1973 en adelante.
La más afectada resultó la franja superior del partido, en su longitud E a O, de aproximadamente 100 km por 30 km de ancho (de norte a sur), afectando las poblaciones y campos de Charlone, Santa Regina, Cañada Seca, Villa Saboya, Piedritas, Santa Eleodora y Pichincha.
Al desastre hídrico, ya atenuado, se suman afectaciones de carácter más permanente como son el desborde de la laguna La Picasa, en el extremo noreste del partido y del tío Quinto en el extremo sudoeste, que mantiene campos anegados en una gran extensión. 
La red vial rural compuesta por caminos provinciales y municipales, 3000 km no respondió en la emergencia hídrica, ya que en su mayoría se hallaban por debajo de la cota del hemiciclo seco (entre 1920 y 1970). El tipo de suelo limo-arenoso contribuye al continuo desgaste y voladura de la calzada que provoca, en circunstancias como la descripta, que los caminos se conviertan en verdaderos canales que reciben los desbordes de los campos, dejando de prestar su servicio.
El partido de Villegas, por su condición de limítrofe con tres provincias, es escenario de conflictos con estas provincias vecinas, que trascienden la órbita municipal. A esto se suma el hecho de que en las tres últimas décadas, los problemas hídricos de las provincias vecinas en proximidades de Villegas, se han incrementado en forma proporcional a la ocurrencia del Ciclo húmedo. Por otra parte, no han existido soluciones estructurales a estos conflictos, por parte de la Provincia, por lo que por el momento, no es clara la solución futura a estos problemas.
- Básicamente se trata de tres trabajos:
  - Canalizaciones que desde La Pampa, acceden al Camino del Meridiano V, entre las localidades de Villa Sauze y Banderaló.
  - Desbordes desde la Provincia de Córdoba, que cruzan el límite provincial desde el sur de Coronel Charlone hasta la zona de Cañada Seca.
  - Derrames de la Provincia de Santa Fe, en la zona de la Laguna La Picasa.

Con la ignorancia del proceso cíclico de Secas e Inundaciones, el noroeste bonaerense, que generó un paisaje ondulado, con una pendiente regional muy leve hacia la cuenca del río Salado (Buenos Aires), con ausencia de cursos de importancia.[cita requerida] La ausencia de cursos naturales, se debe a la presencia de cordones medanosos transversales a la pendiente regional, generando un sistema de pequeños bajos aislados, con ausencia de escurrimiento. La lluvia se acumula en las depresiones parciales, siendo su único camino de evacuación, la infiltración y la evaporación. Solamente, existe una secuencia de escurrimiento, ante eventos de magnitud, encadenándose por el desborde sucesivo de un bajo hacia el siguiente. La magnitud de las precipitaciones post 1980 (nueva recurrencia histórica), no generan movimientos de suspensión acua de tierra para formar naturalmente un curso principal. Como afirmara Ameghino hace 100 años, la canalización en este paisaje, genera más efectos nocivos que las propias inundaciones naturales, ya que la interconexión de bajos sucesivos en el Hemiciclo húmedo, transfiere los excedentes de un bajo al siguiente aumentando el volumen transportado en forma geométrica hacia los bajos inferiores, y requiriendo áreas de acumulación cada vez mayores. Desde 2016 Villegas soportó la mayor inundación histórica con una duración de más de 15 meses provocado por abundantes lluvias acontecidas en el noroeste bonaerense y los excesos hídricos que drenan de otras provincias hacia Buenos Aires. Debido a las inundaciones 30 tambos cerraron definitivamente en el interior villeguense, además de una pérdida masiva de cosechas, en dos años disminuyó la producción láctea producción de 120 mil litros a 40 mil. El 90 por ciento de los productores de Charlone cerraron, vendieron o trasladaron sus tambos.

## Historia

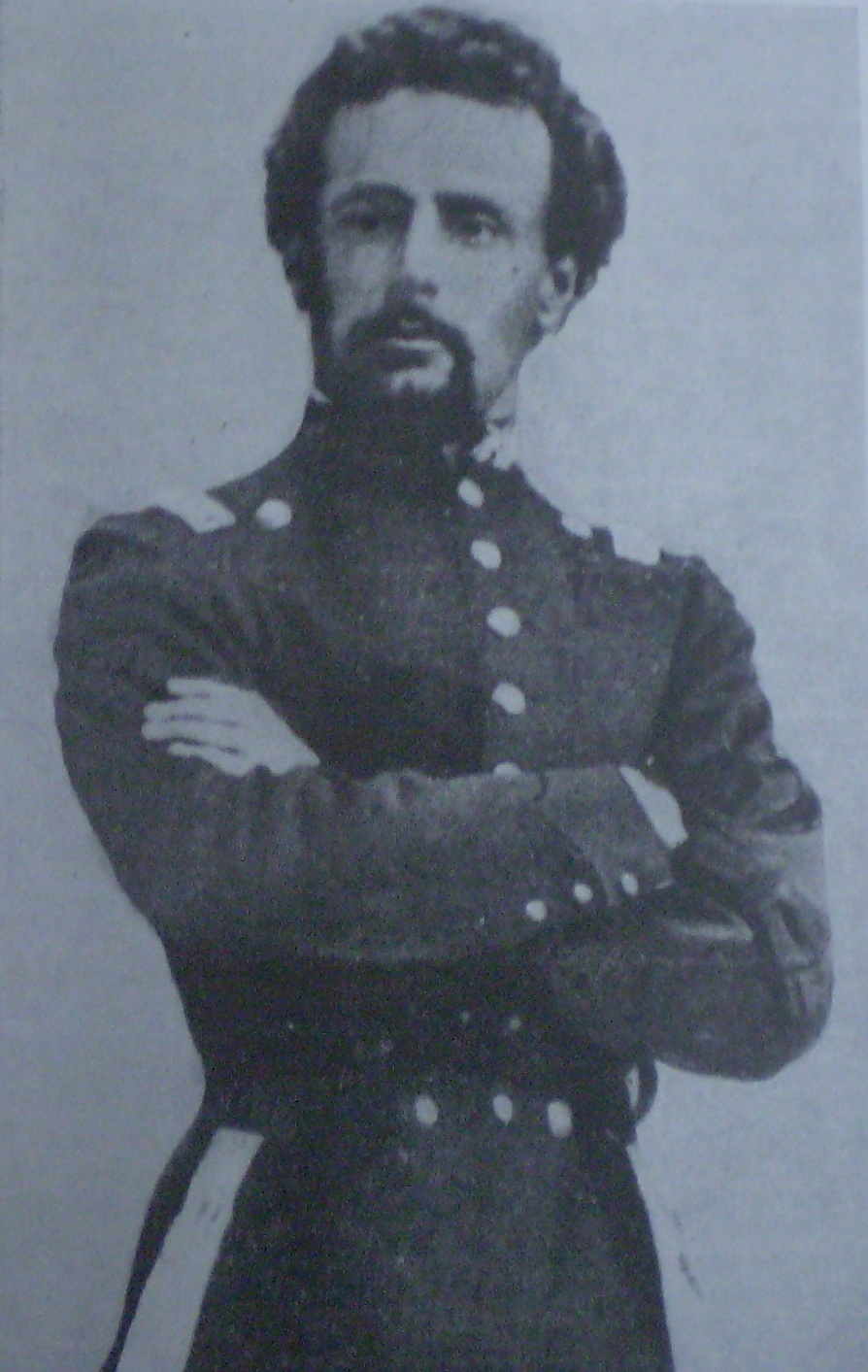
Conrado E. Villegas.

Las tribus ranqueles tenían sus asentamientos en la gran región, y las tierras estaban en el área de dispersión mapuche. Por una gran matanza de indígenas, por tropas militares de la "Conquista del Desierto", en la laguna Langheló (a 45° ESE), en “Fortín Gainza". 
- 1834, en esa laguna Langheló fue hecho prisionero el hijo de Pichuiñ Guala, Panguitruz Guor (Zorro Cazador de Leones). Conducido prisionero a Santos Lugares (Buenos Aires) permaneció un año, hasta que el gobernador Juan Manuel de Rosas enterado de que el mismo era hijo de un cacique muy importante, lo conoció, lo bautizó como Mariano Rosas y lo envió como peón a una de sus estancias
- 1869, presidencia de Sarmiento (gobernador de Buenos Aires Álvaro Barros) y con el objetivo de ampliar la nueva línea de frontera, se encomienda al Cnel. de ingenieros Juan Czetz y al coronel Antonio Benavides, jefe de la Frontera Sur de Santa Fe el levantamiento de los planos y luego los fortines con sus respectivas comandancias. En el partido (de izquierda a derecha) se ubicaron los fortines N.º 8 República, fuerte Coronel Gainza, fortín Díaz y fuera de esta línea se ocuparon los médanos y la laguna de San Genaro con un fuerte de vanguardia.
- 1877, se produce un nuevo avance de la frontera por iniciativa del Ministro de Guerra y Marina Dr. Adolfo Alsina. Se ocuparon lugares estratégicos como Italó, Trenque Lauquen, Guaminí, Carhué y Puan unidos entre sí por una cadena de fortines y zanjas llamada “Zanja Nacional” o “Zanja de Alsina”, quedando la línea de frontera de 1869 a retaguardia.
- Decreto del 21 de marzo de 1888, del Poder Ejecutivo Provincial, se designa para local de asiento de las autoridades del Partido de General Villegas, el lugar denominado “Arbolito” situado en una reserva fiscal del Estado. Esta Comisión indicó a la Reserva N.º 1 como el lugar más apropiado, destinándose 40 km² para fundar el pueblo, la Reserva de tierras fiscales N.º 1 conocida como “Arbolito”, donde ya existía un pequeño núcleo de población, estaba muy cerca del Centro Agrícola de Massey y Flores, donde había un pueblo en formación que había adoptado el nombre de General Villegas.
- 19 de enero de 1891, el gobierno dicta una nueva resolución sobre la ubicación del pueblo cabecera, fijándola en el Centro Agrícola de Massey (Elordi).
- 2 de julio de 1896, designa una nueva Comisión Ing. Julio Ringuelet y los vecinos Daniel Gowland, Natalio Cernadas y Miguel Ross para que designen el lugar más apropiado para asiento de las autoridades del Partido de General Villegas, pues evidentemente existía una contradicción entre el Decreto de 1888 y la disposición de 1891. Expedida esta Comisión por Decreto del 8 de agosto de 1896 declara cabeza del partido al núcleo de población conocido como “Los Arbolitos”, dejando sin efecto la Resolución de 19 de enero de 1891. El 21 de marzo de 1888 es tomada como fecha de fundación de la ciudad cabecera del Partido de General Villegas y para la fecha de creación del partido, (dispuesto por Ley 1827), se toma el 28 de julio de 1886 fecha de promulgación de la misma.

El nombre original del pueblo era “Tres Arbolitos”.

## Población
Cuenta con 18,275 habitantes (Indec, 2010), lo que representa un incremento del 12% frente a los 16,270 habitantes (Indec, 2001) del censo anterior.
| Gráfica de evolución demográfica de General Villegas entre 1895 y 2010 |
|                                                                        |
| Fuentes: INDEC                                                         |

## Personas destacadas
- Manuel Puig. El lugar, con el disimulado nombre de “Coronel Vallejos”, es el escenario principal de su novela Boquitas pintadas.
- Aníbal Samuel Matellán
- Juan Carlos Falcón
- Lucio Schiavi
- Antonio Carrizo
- Jorge Dragone

## Hermanamientos
- Cuernavaca (21 de octubre de 2010).[7][8]